# ホラティオ・フレデリック・フィリップス
ホラティオ・フレデリック・フィリップス（Horatio Frederick Phillips ）は、英国における初期の航空工学の先駆者。多葉機を設計し、実際に製作・飛行した。また、翼型設計の研究にも貢献したとされる。

## フィリップスの多葉機

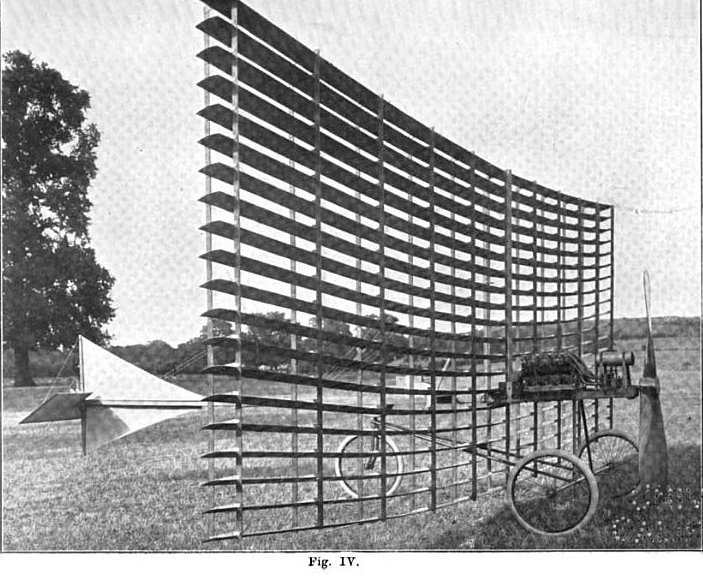
1904年の多葉機

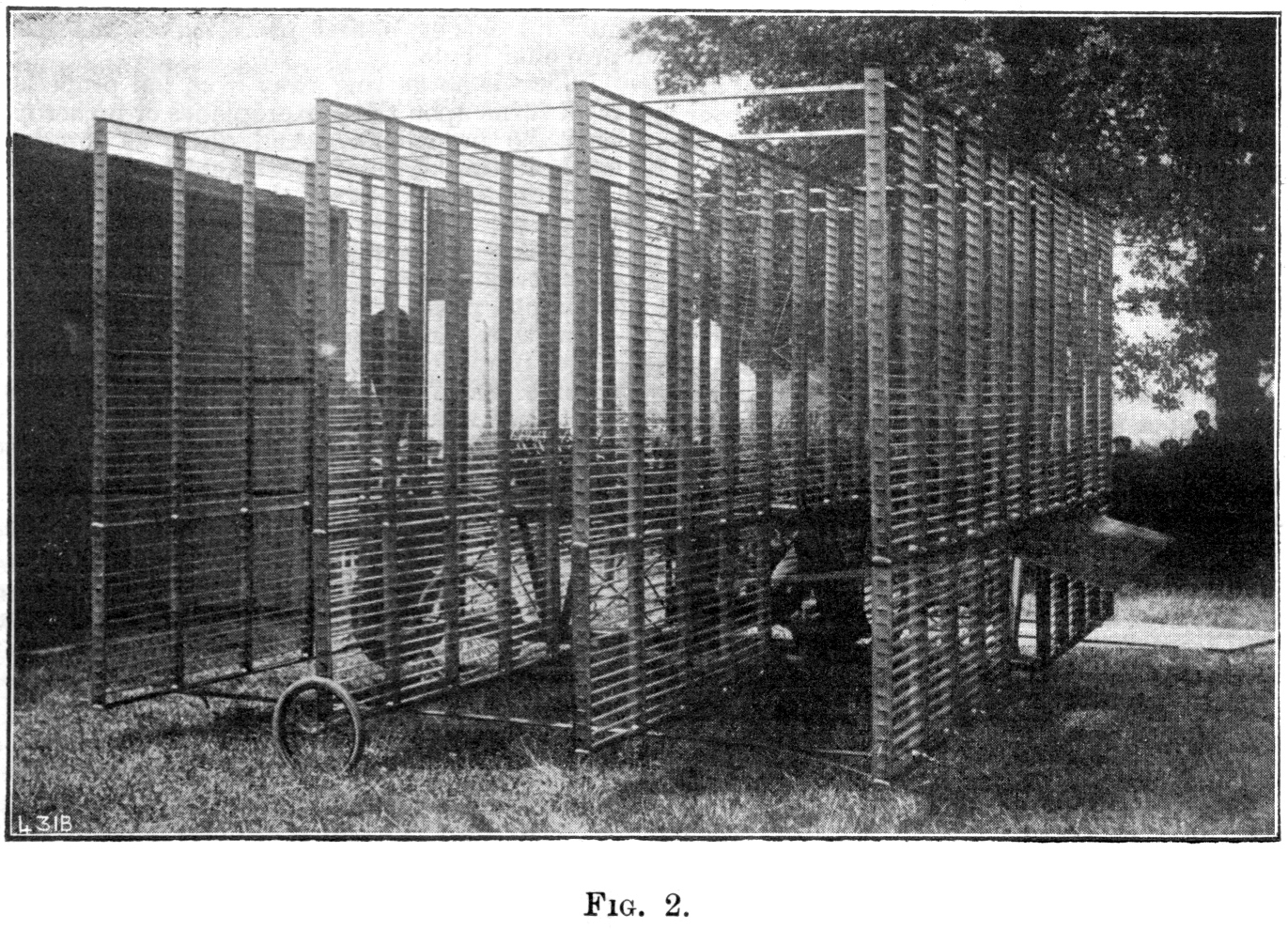
1907年の多葉機

フィリップスは風洞を開発し、翼型を研究し、ベネチアン・ブラインド構造の多葉機の開発を行った。
1893年に、50枚の翼と「ダブル・サーフェース・エアフォイル」と称する構造で、翼のアスペクト比が152に達した翼構造で、大きい揚力を発生することを示した（最終的に400ポンド=180kgほどの揚力が発生した）。1904年に1893年の実験をもとに、安定性を得るために尾翼をつけた21翼の機体で有人飛行が試みられたが、たかだか13mほどの距離のジャンプしかできなかった。1907年に22hpのエンジンを2.5mのプロペラを装備した機体は1907年4月6日に100mあまり（500ft）の飛行に成功するが、通常の飛行機の設計に比べて、性能は劣っていることが明らかになったので、フィリップスは飛行機の開発を断念した。